# Morado (canción)
«Morado» es una canción del rapero y cantante colombiano J Balvin. Se lanzó el 9 de enero de 2020 como el segundo sencillo de su álbum en solitario Colores. En la lista de Billboard Hot Latin Songs, alcanzó la posición número tres.

## Antecedentes y composición
La pista se estrenó el 9 de enero de 2020, como la segunda antesala del álbum Colores. El tema escrito por el cantante junto a Alejandro Ramírez. Para su promoción, Universal Music pintó de morado varios puntos de la Ciudad de México, para hacer referencia a la canción de Balvin.

## Vídeo musical
El video musical de «Morado» se estrenó el 9 de enero de 2020 y fue dirigido por Colin Tilley. Takashi Murakami se encargó del arte y la visual. En el aparece el cantante luciendo diferentes estilos, incluyendo el cabello pintado, lentes oscuros, dientes de diamantes. Adicionalmente, se presenta un escenarios en el que predomina con mayor fuerza el color morado y diversas bailarinas.

## Rendimiento comercial
Al igual que el resto de las canciones de Colores, logró aparecer en la lista Billboard Hot Latin Songs, alcanzando la posición número tres. En México, el sencillo apareció en la ubicación tres en la lista Airplay de Billboard.

## Posicionamiento en listas
| Listas (2020)                    | Mejor posición |
| -------------------------------- | -------------- |
| Argentina (Argentina Hot 100)    | 13             |
| Colombia (National-Report)       | 8              |
| España (PROMUSICAE)              | 3              |
| Estados Unidos (Hot Latin Songs) | 13             |
| México Airplay (Billboard)       | 3              |

## Certificaciones
| País (organismo certificador) | Certificación | Unidades certificadas |
| ----------------------------- | ------------- | --------------------- |
| España (PROMUSICAE)           | 2x Platino    | 80 000                |
| México (AMPROFON)             | 2x Platino    | 120 000               |